# Morgan 3-Wheeler

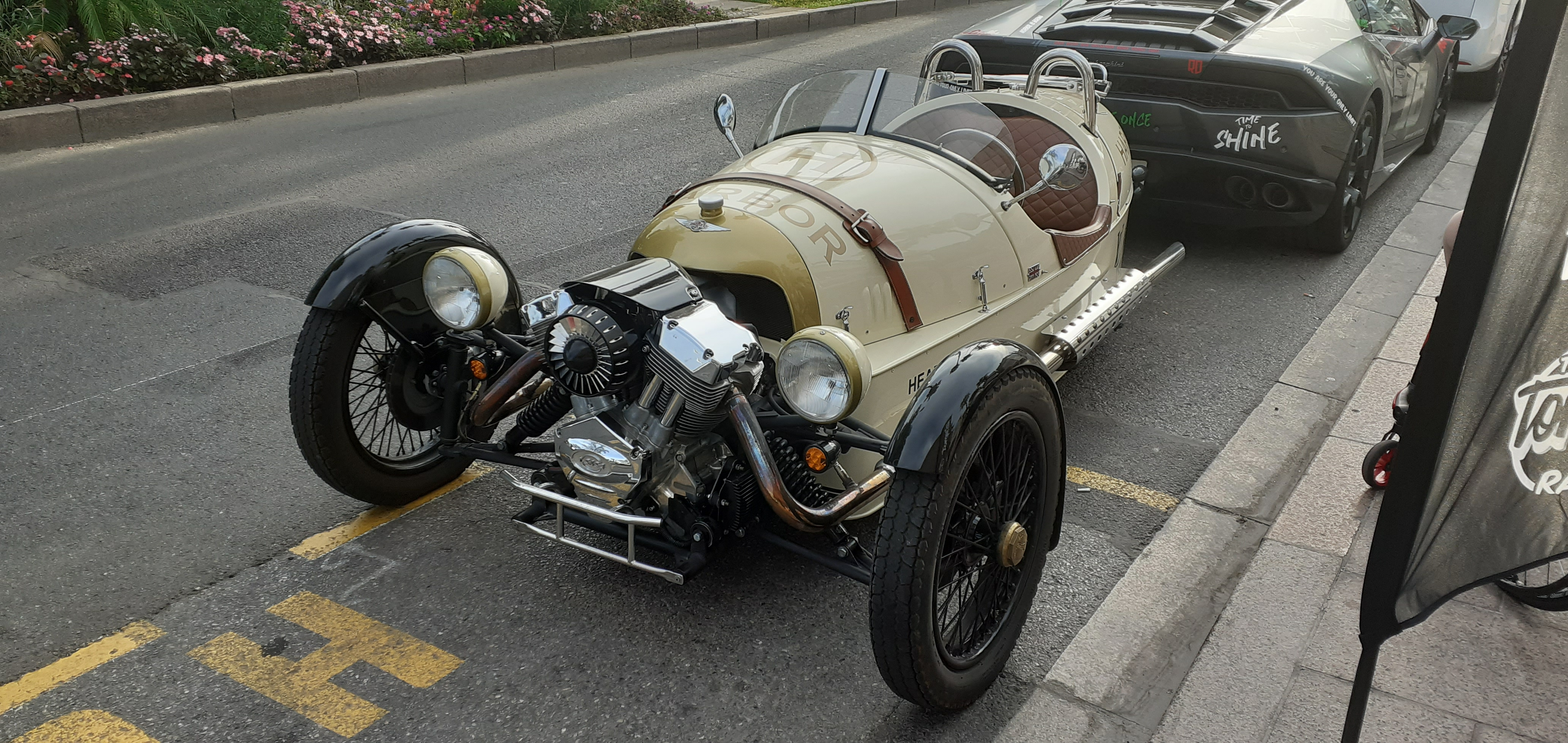
Une Threewheeler sur la Croisette à Cannes

La Morgan 3-Wheeler est une voiture produite par Morgan Motor de 1909 à 1952. Cinquante-neuf ans après sa disparition, une seconde génération sort en 2011 de l'usine de Mavern Link. La 3-Wheeler est appelée ainsi en référence à ses trois roues.

## Première génération (1909-1952)
Les Morgan d'avant 1952 avaient des moteurs variés, principalement Blackburne, JAP et Matchless bicylindres en V puis, à partir de 1935 des Ford 4-cylindres à soupapes latérales, dont la puissance maximale des V-twin était de 40 ch, et 32 ch pour les Ford.

## Seconde génération (2011-2021)
En 2011, Charles Morgan, petit-fils du fondateur de la marque, présente un nouveau Three Wheeler (Project 101 en interne) au salon international de l'automobile de Genève 2011 et lance la production la même année.

### Caractéristiques techniques
Le châssis tubulaire est en acier, la structure est en bois de frêne et la carrosserie est entièrement en aluminium, contenant ainsi le poids du tricycle aux alentours de 500 kg.
Le nouveau Three Wheeler adopte deux grandes roues étroites à l'avant équipées de garde-boue et un pneu large à l'arrière. Les échappements courent sur les flancs du tricycle, et bénéficient d'une protection thermique au niveau des passagers, ce qui empêche la présence de portières. Deux petits arceaux sont placés derrière chaque passager.
La planche de bord est minimaliste, elle reçoit un compteur et un compte-tours, quatre commandes à levier et un bouton de démarrage sous gâchette, et le pédalier est réglable.
Motorisation
La seconde génération de Morgan Three Wheeler reçoit un moteur bicylindre en V à 56° installé en porte-à-faux à l’avant. Ce moteur de conception tout à fait nouvelle et différente de ceux de Harley-Davidson a été réalisé par la société américaine S&S Cycle (en) (préparateur historique des moteurs Harley-Davidson), sa cylindrée est de 1 983 cm3, pour une puissance de 82 ch pour l'homologation tricycle ou 115 ch, et accouplé à une boîte de vitesses à cinq rapports provenant de la Mazda MX-5 NC. La puissance est transmise à la roue arrière.
|                                                   | 3-Wheeler 83 ch                | 3-Wheeler 115 ch               |
| ------------------------------------------------- | ------------------------------ | ------------------------------ |
| Moteur                                            | Bicylindre en V inclinés à 56° | Bicylindre en V inclinés à 56° |
| Alimentation                                      | Atmosphérique                  | Atmosphérique                  |
| Cylindrée (cm3)                                   | 1 983                          | 1 983                          |
| Puissance maximale ch (kW)                        | 83 (61)                        | 115 (85)                       |
| au régime de (tr/min)                             | 5 250                          | 3 000                          |
| Couple maximal (N m)                              | 140                            | 190                            |
| au régime de (tr/min)                             | 3 250                          | 3 000                          |
| Boîte de vitesses                                 | Manuelle 5 rapports            | Manuelle 5 rapports            |
| Vitesse maximale (km/h)                           | 185                            | 185                            |
| 0-100 km/h (s)                                    | 6,0                            | 5,0                            |
| Consommation (L/100 km) urbain/extra-urbain/mixte | 13,4/7,6/9,3                   | 14,7/7,4/10,2                  |
| Émissions de CO2 (g/km)                           | 215                            | 215                            |
| Capacité du réservoir (L)                         | 42                             | 42                             |
| Masse à vide (kg)                                 | 525                            | 490                            |
| Norme environnementale                            |                                |                                |

### Finitions
Le constructeur propose à la commande du Three Wheeler quelques options et pack, ainsi qu'une panoplie de stickers (Graphics packs) pour personnaliser le tricycle (bandes, pin-ups, impacts de balle, gueule de requin, drapeau anglais, etc.).
- Pack chrome ou noir mat (capot, coques des phares et arceaux).
- Capot chrome ou couleur carrosserie.
- Échappement chrome ou noir mat.
- Protection thermique de l'échappement chromée ou noir mat.

Séries limitées
- Superdry (200 exemplaires)[3].
  - sellerie en cuir Superdry;
  - teinte argentée opaque;
  - stickers personnalisés;

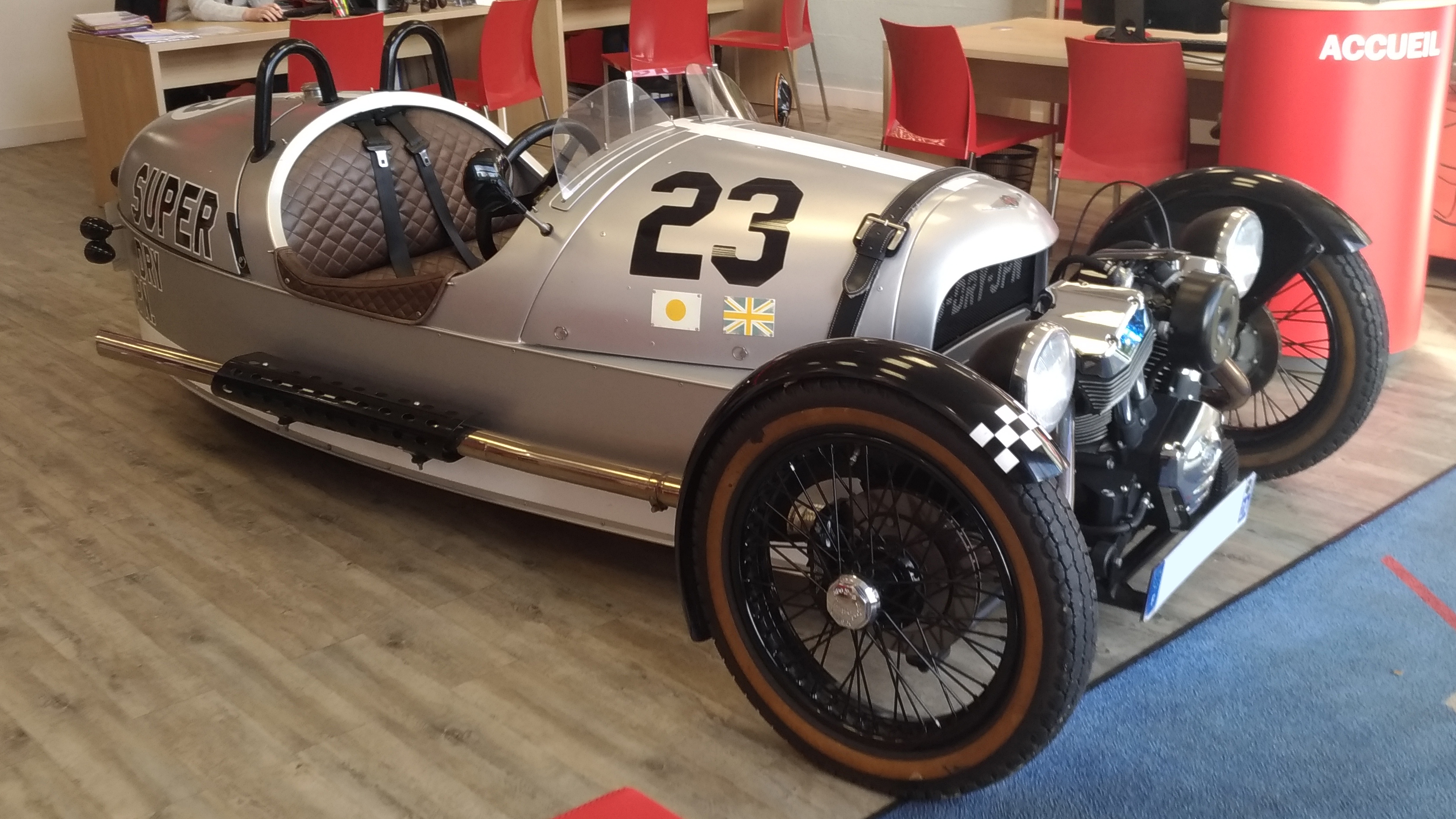
Morgan Three-Wheeler Superdry

  - liseré orange sur les pneumatiques.

- Gulf (100 exemplaires)[4].
  - teinte aux couleurs Gulf (orange et bleu);
  - pneus avec un liseré orange;
  - sellerie en cuir spécifique;
  - arceaux, échappements et coques de phares noirs.

- P101 (33 exemplaires)[5].
  - roues aérodynamiques pleines (“Aero-disc”) peintes couleur carrosserie;
  - couvre-tonneau passager spécifique en résine composite translucide;
  - projecteurs Hella de 9 pouces;
  - échappements latéraux de couleurs asymétriques (blanc à gauche et noir à droite);
  - liserés blanc sur les pneumatiques;
  - deux teintes de carrosserie (Deep Black ou Satin White Silver);
  - quatre packs de décorations (The Belly Tank, The Dazzleship, The Aviator et The Race Car).

Tarifs
| Tarif des versions (2013) | Tarif des versions (2013) | Tarif des versions (2013) |
| ------------------------- | ------------------------- | ------------------------- |
| Standard                  | Superdry                  | Gulf                      |
| 40 850 €                  | 45 750 €                  | 47 150 €                  |

### EV3
Morgan Motor dévoile au salon de Genève 2016 une version électrique de la Three Wheeler de seconde génération : la EV3 concept,. Le constructeur annonce le lancement de la production de sa 3-Wheeler électrique de série à partir du troisième trimestre 2018, mais elle ne sera finalement pas produite.
Présentation
En décembre 2017, Morgan annonce s'être associé à l'entreprise Frazer-Nash Energy Systems pour lancer la production de la Morgan EV3 dans l’usine de Pickersleigh Road, au centre de l'Angleterre, fin 2018. Puis en octobre 2018, le constructeur annonce le retrait du projet de Frazer-Nash Energy Systems, fournisseur du moteur électrique de l'EV3.
Caractéristiques technique
L'EV3 troque son moteur bicylindre de 115 ch contre un moteur électrique de 34,8 kW (47 ch) avec un « boost » portant la puissance momentanément à 41,8 kW (57 ch), et bénéficie d'une autonomie d'environ 190 km grâce à sa batterie de 21 kWh.
EV3 concept
L'EV3 concept présentée à Genève en 2016 est équipée d'un moteur électrique de 46 kW (63 ch) associé à une batterie lithium de 20 kWh.
La carrosserie de l'EV3 concept est en aluminium et certaines parties sont constituées de moulages en résine armée de fibre de carbone comme le capot-moteur.

## Troisième génération (2022-...)
La troisième génération de la 3-Wheeler de Morgan est annoncée en décembre 2021 par une série d'images d'études et présentée officiellement le 24 février 2022. Elle se nomme dorénavant Morgan Super 3.

### Caractéristiques techniques
Motorisation
La Three-wheeler de troisième génération est motorisée par le 3-cylindres 1.5 EcoBoost Ford Dragon de 118 ch et 150 N m de couple, équipant notamment la Ford Fiesta ST mais dépourvu de son turbocompresseur.